# Sergio García Gómez
Sergio García Gómez (Torrelavega, Cantabria; 12 de octubre de 1992), conocido como Sergio García o El Niño, es un boxeador español profesional que debutó el 26 de mayo de 2012. Desde 2013 pertenece a la promotora MaravillaBox del exboxeador argentino Sergio Maravilla Martínez.
A lo largo de su carrera, García ha sido campeón del WBC Silver de peso superwélter, campeón de Europa EBU y también ha logrado los Campeonatos de España, del WBC Hispano y del WBC International de la misma división.

## Biografía y trayectoria profesional

### Inicios
Comenzó en el boxeo de la mano de Víctor Iglesias, quien fue su descubridor y es su entrenador desde entonces. Ambos entrenaban en las instalaciones del Gimnasio Kronk en su Torrelavega natal.
Su primera pelea profesional fue contra Celestino Chacón, en una velada que se celebró en Maliaño en mayo de 2012 y que supuso su primera victoria, concretamente por la vía del KO. Luego de haber superado 8 combates, de los cuales resultó ganador, fichó por la promotora que lleva la firma del excampeón argentino Sergio Gabriel Martínez.

### Ascenso
En su décima pelea se enfrentó contra Raúl Asencio, por el título vacante de la WBC Mundo Hispano del peso superwélter. Aquella pelea supuso el primer título para el cántabro, al vencer por KO Técnico a su contrincante.
El 10 de junio de 2017, se enfrentó a Isaac Real en una pelea por el título WBC Silver de peso superwélter. A pesar de no ser el favorito en las apuestas, se impuso al catalán por decisión unánime. En su primera defensa del título, consiguió derrotar al italiano Felipe Moncelli en un combate celebrado en la bolera Severino Prieto de Torrelavega. Después de derrotar el 3 de febrero de 2018 al panameño Jeffrey Rosales, se proclamó campeón de Europa el 29 de septiembre de 2018 al derrotar al francés Máxime Beaussire. Su primera defensa de cinturón europeo, coincidió a la vez, con su primera pelea fuera de territorio español, peleando en el O2 Arena de Londres frente al británico Ted Chesseman. Los jueces le dieron una victoria por decisión unánime, con tablillas de 119-109, 119-109 y 115-114 a favor del cántabro. Meses después, repitió defensa exitosa frente al bielorruso Sergey Rabchanka, venciendo en su Torrelavega natal por decisión unánime. El año 2019 terminó para él midiéndose contra el francés Fouad El Massoudi, repitiendo defensa una vez más y saliendo victorioso ante la afición torrelaveguense por decisión unánime.

## Títulos
- Campeón WBC Mundo Hispano
- Campeón España peso supewélter
- Campeón WBC International del peso superwélter
- Campeón WBC Silver del peso superwélter
- Campeón EBU peso superwélter

## Récord profesional
| 34 Ganadas (14 KOs), 3 Derrotas |        |                           |      |              |            |                                                        |                                                                          |
| Res.                            | Récord | Oponente                  | Tipo | Rd., Tiempo  | Fecha      | Localidad                                              | Notas                                                                    |
| D                               | 34–3   | Yoenis Tellez             | TKO  | 3 (10), 2:02 | 29-07-2023 | T-Mobile Arena, Las Vegas, Nevada                      |                                                                          |
| G                               | 34–2   | Ricardo Sebastián Cabaña  | UD   | 10           | 15-04-2023 | Polideportivo Vicente Trueba, Torrelavega              |                                                                          |
| D                               | 33–2   | Tony Harrison             | UD   | 10           | 09-04-2022 | Virgin Hotels Las Vegas, Las Vegas                     | Por el título vacante WBC Silver del peso superwélter.                   |
| D                               | 33–1   | Sebastian Fundora         | UD   | 12           | 05-12-2021 | Staples Center, Los Ángeles, California                |                                                                          |
| G                               | 33–0   | Gregory Trenel            | TKO  | 6 (10), 1:21 | 19-12-2020 | Bolera Severino Prieto, Torrelavega, España            |                                                                          |
| G                               | 32–0   | Pablo Mendoza             | UD   | 10           | 21-08-2020 | El Malecón, Torrelavega, España                        |                                                                          |
| G                               | 31–0   | Fouad el Massoudi         | UD   | 12           | 07-12-2019 | Polideportivo Vicente Trueba, Torrelavega, España      | Retiene el título de la Unión Europea de Boxeo del peso superwélter      |
| G                               | 30–0   | Sergey Rabchanka          | UD   | 12           | 22-06-2019 | Polideportivo Vicente Trueba, Torrelavega, España      | Retiene el título de la Unión Europea de Boxeo del peso superwélter      |
| G                               | 29–0   | Ted Cheeseman             | UD   | 12           | 02-02-2019 | The O2 Arena, Londres, Inglaterra                      | Retiene el título de la Unión Europea de Boxeo del peso superwélter      |
| G                               | 28–0   | Maxime Beaussire          | UD   | 12           | 29-09-2018 | Polideportivo Vicente Trueba, Torrelavega, España      | Gana el título vacante de la Unión Europea de Boxeo del peso superwélter |
| G                               | 27–0   | Giorgi Kerdikoshvili      | PTS  | 8            | 11-05-2018 | Palacio de los Deportes, Oviedo, España                |                                                                          |
| G                               | 26–0   | Jeffrey Rosales           | PTS  | 8            | 03-02-2018 | Frontón Bizkaia, Bilbao, España                        |                                                                          |
| G                               | 25–0   | Felice Moncelli           | RTD  | 7 (12), 3:00 | 22-09-2017 | Polideportivo Vicente Trueba, Torrelavega, España      | Retiene el título WBC Silver del peso superwélter                        |
| G                               | 24–0   | Isaac Real                | UD   | 12           | 10-06-2017 | Palau Olímpic Vall d'Hebron, Barcelona, España         | Gana el título vacante WBC Silver del peso superwélter                   |
| G                               | 23–0   | Nelson Altamirano         | TKO  | 2 (8)        | 01-04-2017 | Pabellón María Pardo, Torrelavega, España              |                                                                          |
| G                               | 22–0   | Michael Mora              | PTS  | 8            | 23-07-2016 | Palacio de los Deportes, Benidorm, España              |                                                                          |
| G                               | 21–0   | Pavel Mamontov            | UD   | 12           | 4 Jun 2016 | Bolera Severino Prieto, Torrelavega, España            | Gana el título vacante WBC International del peso superwélter            |
| G                               | 20–0   | Igor Faniian              | UD   | 10           | 12-03-2016 | Polideportivo Vicente Trueba, Torrelavega, España      |                                                                          |
| G                               | 19–0   | Alan Casillas             | TKO  | 6 (8)        | 17-10-2015 | Pabellón Río Viar, Torrelavega, España                 |                                                                          |
| G                               | 18–0   | Karlo Tabaghua            | UD   | 8            | 11-04-2015 | Palacio de los Deportes, Benidorm, España              |                                                                          |
| G                               | 17–0   | Pavel Semjonov            | UD   | 8            | 28-02-2015 | Pabellón Fernando Expósito, Renedo de Piélagos, España |                                                                          |
| G                               | 16–0   | José Manuel López Clavero | TKO  | 3 (10)       | 29-11-2014 | El Ferial, Torrelavega, España                         | Gana el título vacante de España del peso superwélter                    |
| G                               | 15–0   | Giorgi Ungiadze           | UD   | 8            | 04-10-2014 | Pabellón Multiusos La Lechera, Torrelavega, España     |                                                                          |
| G                               | 14–0   | Francisco Tejedor         | TKO  | 2 (8)        | 28-06-2014 | Hotel El Asador de Enrique, Madrid, España             |                                                                          |
| G                               | 13–0   | Kobe Vandekerkhove        | UD   | 8            | 09-05-2014 | Gran Canaria Arena, Las Palmas, España                 |                                                                          |
| G                               | 12–0   | Euclides Espitia          | UD   | 6            | 22-03-2014 | Hotel El Asador de Enrique, Madrid, España             |                                                                          |
| G                               | 11–0   | Feliks Kleins             | TKO  | 2 (8), 2:56  | 21-12-2013 | Pabellón Esperanza Lag, Elche, España                  |                                                                          |
| G                               | 10–0   | Raúl Asencio              | TKO  | 9 (10)       | 25-10-2013 | Recinto de La Pérgola, Castellón de la Plana, España   | Gana el título vacante WBC Mundo Hispano del peso superwélter            |
| G                               | 9–0    | Rafael Chiruta            | UD   | 6            | 19-10-2013 | Bolera Jesús Vela, Renedo de Piélagos, España          |                                                                          |
| G                               | 8–0    | Santos Medrano            | UD   | 6            | 30-08-2013 | Laredo, Cantabria, España                              |                                                                          |
| G                               | 7–0    | Julio Alberto Barsena     | RTD  | 3 (6)        | 24-05-2013 | Argoños, España                                        |                                                                          |
| G                               | 6–0    | Mehdi El Ahmar            | KO   | 4 (6)        | 09-03-2013 | Solares, España                                        |                                                                          |
| G                               | 5–0    | Enrique Celis             | TKO  | 4 (4)        | 02-02-2013 | Palacio de los Deportes, Madrid, España                |                                                                          |
| G                               | 4–0    | Carlos Faria              | KO   | 3 (4)        | 01-12-2012 | Pabellón Pedro Velarde, Maliaño, España                |                                                                          |
| G                               | 3–0    | Julio Sánchez             | PTS  | 4            | 27-10-2012 | Bolera Jesús Vela, Renedo de Piélagos, España          |                                                                          |
| G                               | 2–0    | Raúl González             | TKO  | 3 (4)        | 14-09-2012 | Beranga, España                                        |                                                                          |
| G                               | 1–0    | Celestino Chacon          | KO   | 4 (4)        | 26-05-2012 | Pabellón Pedro Velarde, Maliaño, España                | Debut profesional                                                        |